# Staurastrum avicula
Staurastrum avicula  là một loài Song tinh tảo trong họ Desmidiaceae, thuộc chi Staurastrum.